# Larret
Larret ist eine Gemeinde im französischen Département Haute-Saône in der Region Bourgogne-Franche-Comté.

## Geographie
Larret liegt auf einer Höhe von 275 m über dem Meeresspiegel, neun Kilometer östlich von Champlitte und etwa 52 Kilometer nordwestlich der Stadt Besançon (Luftlinie). Das Dorf erstreckt sich im Westen des Départements, in der Plateaulandschaft zwischen den Tälern von Salon und Vannon, nordwestlich des Saônetals.
Die Fläche des 5,58 km² großen Gemeindegebiets umfasst einen Abschnitt im Bereich des Plateaus nördlich des Saônetals. Die Plateaulandschaft liegt durchschnittlich auf 260 m und weist mehrere Mulden und Senken auf. Sie besteht aus einer Wechsellagerung von kalkigen und sandig-mergeligen Sedimenten der mittleren und oberen Jurazeit. Auf dem Plateau herrscht landwirtschaftliche Nutzung vor, doch gibt es auch größere Waldflächen. Nach Norden erstreckt sich das Gemeindeareal in die Wälder des Bois Bleu und des Bois du Frecherot. Mit 347 m wird auf dieser Anhöhe die höchste Erhebung von Larret erreicht. Auf dem gesamten Gebiet gibt es keine oberirdischen Fließgewässer, weil das Niederschlagswasser im verkarsteten Untergrund versickert.
Nachbargemeinden von Larret sind Fouvent-Saint-Andoche im Norden und Osten, Delain und Courtesoult-et-Gatey im Süden sowie Pierrecourt im Westen.

## Geschichte
Durch das Gemeindegebiet führte der römische Verkehrsweg von Besançon nach Langres. Funde von römischen Münzen und Keramikfragmenten auf der Flur Chagennerie im Jahr 1815 weisen auf eine frühe Besiedlung des Gebietes hin.
Der Ort wird als Larreio, Larreto, Larrato, Laray, Lare und Larrey erwähnt. Vom Ursprung des Namens ist nichts bekannt. Im Mittelalter gehörte Larret zur Freigrafschaft Burgund und darin zum Gebiet des Bailliage d’Amont. Die lokale Herrschaft hatten die Herren von Fouvent inne. Der Ort wurde 1569 von Truppen des Herzogs von Zweibrücken geplündert und gebrandschatzt. Zusammen mit der Franche-Comté gelangte Larret mit dem Frieden von Nimwegen 1678 definitiv an Frankreich. Heute ist Larret Mitglied des 42 Ortschaften umfassenden Gemeindeverbandes Communauté de communes des Quatre Rivières.

## Sehenswürdigkeiten
Die einschiffige Kirche Notre-Dame de l’Assomption wurde 1836 neu erbaut. Im Friedhof befindet sich ein Calvaire, der 1610 errichtet wurde. An der Straße nach Argillières steht ein Lavoir, das einst als Waschhaus und Viehtränke diente.

## Bevölkerung
| Jahr                       | 1962 | 1968 | 1975 | 1982 | 1990 | 1999 | 2006 |
| Einwohner                  | 127  | 113  | 75   | 67   | 56   | 65   | 53   |
| Quellen: Cassini und INSEE |      |      |      |      |      |      |      |

Mit 63 Einwohnern (1. Januar 2022) gehört Larret zu den kleinsten Gemeinden des Département Haute-Saône. Während des gesamten 20. Jahrhunderts nahm die Einwohnerzahl langsam aber kontinuierlich ab (1881 wurden noch 197 Personen gezählt).

## Wirtschaft und Infrastruktur
Larret ist noch heute ein vorwiegend durch die Landwirtschaft (Ackerbau, Obstbau und Viehzucht) und die Forstwirtschaft geprägtes Dorf. Außerhalb des primären Sektors gibt es nur sehr wenige Arbeitsplätze im Ort. Einige Erwerbstätige sind auch Wegpendler, die in den größeren Ortschaften der Umgebung ihrer Arbeit nachgehen.
Die Ortschaft liegt abseits der größeren Durchgangsachsen an einer Departementsstraße, die von Vaite nach Chassigny führt. Weitere Straßenverbindungen bestehen mit Argillières, Fouvent und Courtesoult.